# William James Parkhill
 (janvier 2015).
Si vous disposez d'ouvrages ou d'articles de référence ou si vous connaissez des sites web de qualité traitant du thème abordé ici, merci de compléter l'article en donnant les références utiles à sa vérifiabilité et en les liant à la section « Notes et références ».
William James Parkhill, né le 27 novembre 1839 dans le comté de Tyrone en Irlande et mort le 26 mai 1913, est un homme politique de l'Ontario, au Canada. Il a représenté Simcoe East à l'Assemblée législative de l'Ontario de 1878 à 1883 en tant que membre du Parti progressiste-conservateur de l'Ontario.

## Biographie
William James Parkhill nait dans le Comté de Tyrone en Irlande et va dans le Haut-Canada en 1856. En premier lieu, il s'installe à Toronto mais plus tard travaille dans des ateliers de manufacture du bois près de Parry Sound. Aux environs de 1861, il est engagé par Robert William et Henry qui sont marchands de bois d'exploitation près de King. Il est promu gestionnaire et, plus tard, le sera dans leur scierie à Randwick. En 1862, il épouse Jane Anne Crossley, qui s'occupe plus tard du magasin général de Randwick. Parkhill est le premier dirigeant du bureau de poste pour le village est nommé comme préfet du canton de Mulmur en 1877.
Parkhill est élu à l'assemblée provinciale en 1878 après que William McDougall a démissionné de son siège au parlement fédéral et sera réélu aux élections générales suivantes. Il est le grand maître de l'Institution d'Orange de l'Ontario de l'Ouest et grand maître député pour la Grand Lodge of British America. En 1899, il est nommé percepteur des douanes à Midland sert dans ce poste jusqu'à sa mort en 1913.